# W środku mrocznej zimy
W środku mrocznej zimy – brytyjska komedia z roku 1995 w reżyserii Kennetha Branagha.

## Obsada
- Richard Briers – Henry Wakefield
- Joan Collins – Margaretta D’Arcy
- Nicholas Farrell – Tom Newman
- Julia Sawalha – Nina Raymond
- Gerard Horan – Carnforth Greville
- Celia Imrie – Fadge
- Robert Hines – Mortimer
- Jennifer Saunders – Nancy Crawford